# Vágsfjørður
Het Vágsfjørður is een fjord in het eiland Suðuroy behorende tot de Faeröer. Het fjord ligt aan de oostelijke zijde van het eiland. Aan het fjord liggen vier dorpen: Porkeri, Nes, Akrar en aan het uiteinde Vágur. Het stadje Vágur heeft een haven met grote lokale betekenis voor de visserij.
Vágsfjørður heeft een zijtak aan de zuidelijke kust van het fjord genaamd Lopransfjørður, met aan het uiteinde de plaats Lopra.